# تپه قارا اوراک
تپه قارا اوراک مربوط به دوران‌های تاریخی پس از اسلام است و در شهرستان بوئین‌زهرا، بخش آبگرم، روستای یمق واقع شده و این اثر در تاریخ ۲۵ خرداد ۱۳۸۱ با شمارهٔ ثبت ۵۷۷۱ به‌عنوان یکی از آثار ملی ایران به ثبت رسیده است.